# London Calling
London Calling – trzeci album studyjny brytyjskiego zespołu punkowego The Clash wydany 14 grudnia 1979 za pośrednictwem CBS Records w Wielkiej Brytanii oraz przez Epic Records w USA w styczniu 1980. Album zmienił styl prezentowany przez The Clash na poprzednich albumach i zawiera elementy takich stylów w muzyce jak ska, pop, soul, rockabilly i reggae. Album porusza problemy bezrobocia, rasizmu i konfliktów rasowych, zażywania narkotyków, a także odpowiedzialności za dorosłe życie.
Album został doceniony przez krytyków oraz zebrał dobre oceny od magazynów muzycznych. Umieszczony został na 8. miejscu listy 500 albumów wszech czasów magazynu „Rolling Stone” w 2003. Album uplasował się w pierwszej dziesiątce list przebojów w Wielkiej Brytanii, zaś pierwszy utwór promujący album o tym samym tytule znalazł się w pierwszej dwudziestce notowań. London Calling sprzedał się na całym świecie w nakładzie 2 milionów kopii oraz zdobył status platynowej płyty w Stanach Zjednoczonych.

## Nagrywanie i produkcja
Po wydaniu w 1978 albumu Give ’Em Enough Rope The Clash zerwał kontrakt z producentem Bernardem Rhodesem. Koniec współpracy z Rhodesem oznaczał obowiązek opuszczenia studia w Camden Town i poszukania nowego studia w celu nagrania kolejnego albumu. Czerpiąc inspirację z takich rodzajów muzyki jak rockabilly, ska, reggae i jazz, grupa rozpoczęła nagrania latem 1979. Manager formacji, Johnny Green, znalazł dla zespołu nowe miejsce prób (Vanilla Studios w Pimlico), które było umiejscowione na tyłach garażu. Grupa w szybkim tempie skomponowała i nagrała kilka dem – komponowaniem i aranżowaniem muzyki zajął się Jones, zaś Strummer napisał teksty piosenek.
W sierpniu 1979 grupa zaczęła nagrania do London Calling w Wessex Studios. Zespół poprosił Guya Stevensa o wyprodukowanie albumu, co wywołało konsternację wśród działaczy CBS Records. Stevens miał w przeszłości problemy z alkoholem i zażywaniem narkotyków, zaś jego metody produkcji były niekonwencjonalne. W czasie nagrywania zrzucał drabiny na ziemię i ciskał krzesłami po studiu nagraniowym w celu uzyskania odpowiedniej atmosfery. Cały album został nagrany w ciągu kilku tygodni, niektóre piosenki skończono za pierwszym lub drugim podejściem.

## Oprawa graficzna
Okładka albumu przedstawia Simonona rozbijającego swoją gitarę basową (Fender Precision Bass) o scenę podczas koncertu w Nowym Jorku 21 września 1979 w ramach amerykańskiego etapu trasy koncertowej „Clash Take the Fifth”. Pennie Smith, autorka grafik dołączonych do albumu, pierwotnie nie chciała umieścić tej ilustracji. Twierdziła, że fotografia nie ma wiele wspólnego z albumem, jednak Strummer i designer odpowiedzialny za oprawę graficzną albumu, Ray Lowry, uznali, że fotografia będzie stanowić dobrą okładkę albumu. W 2002 magazyn Q uznał grafiki Smith za najlepsze rock & rollowe fotografie w historii, swój wybór uzasadniając: „te fotografie doskonale pokazują kulminacyjny punkt w historii rock & rolla – całkowitą utratę kontroli”.
Okładkę skomponował Lowry – układ i kolor liter zaczerpnięty został z debiutanckiego albumu Elvisa Presleya. Magazyn Q umieścił okładkę London Calling na 9. miejscu na liście najlepszych okładek wszech czasów w 2001.

## Wydanie

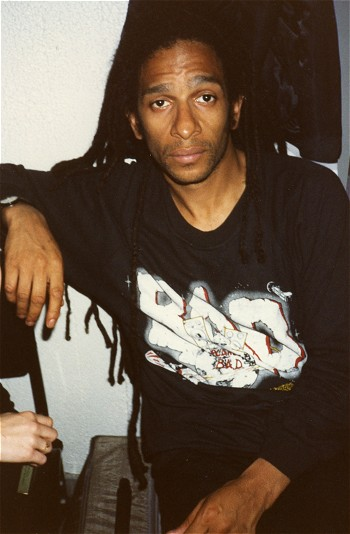
Don Letts, reżyser filmu DVD dołączonego do London Calling: 25th Anniversary Legacy Edition

Pomimo tego, ze album wydany został jako „album podwójny” (dwupłytowy), jego cena była zbliżona do wydawnictw jednopłytowych. CBS Records początkowo nie chciała się zgodzić na wydanie albumu w wersji podwójnej. Wytwórnia ostatecznie zgodziła się na dołączenie do albumu 12-calowego winylowego singla. W rezultacie jednak zespół dołączył do albumu płytę winylową zawierającą 9 utworów.
London Calling sprzedał się nakładzie ok. 2 milionów. Album uplasował się na 9. miejscu list przebojów w Wielkiej Brytanii oraz uzyskał tam status platynowej płyty. Album zaistniał również na scenach muzycznych poza Wielką Brytanią. Znalazł się na 2. miejscu notowań w Szwecji oraz na 4. w Norwegii. W Stanach Zjednoczonych album uplasował się na 27. miejscu listy Billboard 200 i osiągnął status platynowej płyty w lutym 1996.
W 2000 London Calling, podobnie jak reszta repertuaru The Clash, został zmasterowany i wydany na CD w Stanach Zjednoczonych przez Epic Records. Cztery lata później wydano tzw. Legacy Edition (w 25. rocznicę wydania albumu), która zawierała bonusowy dysk CD i DVD. CD zawiera tzw. The Vanilla Tapes – utwory niewykorzystane i dema nagrane przez The Clash latem 1979. DVD zawiera film autorstwa Dona Letts pt. The Last Testament – The Making of London Calling oraz kompilację teledysków zespołu.
London Calling dostarczył The Clash dwa hity. „London Calling” został wydany 9 dni przed wydaniem albumu, 7 grudnia 1979 i uplasował się na 17. miejscu listy UK Singles Chart. Teledysk, wyreżyserowany przez Lettsa, przedstawia zespół, który grał piosenkę, stojąc na łódce pływającej po Tamizie w czasie ulewy. „Train in Vain” został wydany jako singiel w lutym 1980 w Stanach Zjednoczonych. Znalazł się na 23. miejscu listy Billboard Pop Singles i 30. miejscu na liście Billboard Club Play.

## Utwory
"London Calling”, utwór otwierający album, zainspirowany został awarią reaktora jądrowego na Three Mile Island w Pensylwanii. Teksty napisane przez Strummera poruszają temat wzrastającego poziomu bezrobocia, nasilającego się rasizmu oraz zażywania narkotyków w Wielkiej Brytanii. Drugi utwór z płyty, „Brand New Cadillac”, jest coverem utworu Vince’a Taylora o tym samym tytule. Zespół skomentował piosenkę jako „jeden z pierwszych brytyjskich utworów rock&rollowych” i początkowo używał jej jako podstawy do swoich utworów. „Rudie Can't Fail”, piąty utwór z albumu, zawiera partię solową graną na instrumentach dętych i łączy elementy takich stylów w muzyce jak pop, soul i reggae. Tekst piosenki opowiada o zdziecinniałym, „kochającym życie” i spędzającym cały wolny czas na zabawie mężczyźnie, który jest krytykowany przez otoczenie za niezdolność do wzięcia odpowiedzialności za swoje postępowanie.
"Spanish Bombs” był zainspirowany atakami terrorystycznymi w Hiszpanii i Irlandii. Nagranie zyskało pozytywne opinie od krytyków – jeden z oceniających nazwał album „kombinacją dającego do myślenia, pełnego przemyśleń tekstu oraz pełnego energii i wigoru grania na instrumentach”, co czyni utwór „podsumowaniem London Calling”. Ósmy utwór z albumu, „Lost in the Supermarket”, został napisany przez Strummera, który przedstawił w nim swoją wizję dzieciństwa Jonesa w towarzystwie matki i babki. „Clampdown” zaczyna się od części instrumentalnej nazwanej „Working and Waiting”. Tekst piosenki opowiada o ludziach, którzy porzucili młodzieńczy idealizm i nawołują do naruszenia zasady status quo. „The Guns of Brixton” był pierwszym utworem w historii zespołu skomponowanym przez Simonona i pierwszym, na którym wystąpił jako prowadzący wokalista. Początkowo muzyk nie był przekonany co do tekstu piosenki, który opowiada o paranoicznym spojrzeniu na świat, dokończył jednak komponowanie utworu po namowach Strummera.
Dwunasty utwór z albumu, „Death or Glory”, opowiada o życiu Strummera, mówi o komplikacjach i odpowiedzialności za dorosłe życie. W trakcie prac nad „The Card Cheat” zespół nagrał wszystkie sekwencje dwukrotnie, by stworzyć „największy możliwy dźwięk”. „Revolution Rock”, utwór nagrany w stylu reggae, otrzymał zróżnicowane oceny od krytyków, zaś Strummer i Jones zostali skrytykowani przez magazyn NME za nieumiejętność tworzenia ballad miłosnych. Ostatni utwór, „Train in Vain”, pierwotnie nie został zapisany na liście utworów zamieszczonej na tylnej okładce. Początkowo grupa zamierzała wydać utwór jako bezpłatny dodatek do magazynu NME, jednak po zerwaniu rozmów postanowiono w ostatniej chwili wydać piosenkę na płycie.

## Odbiór, wpływ i wyróżnienia

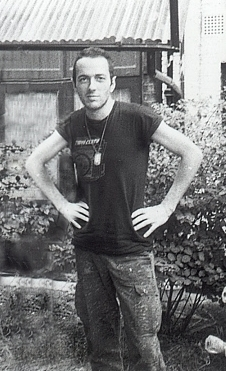
Joe Strummer w 1984

Album został pozytywnie oceniony przez krytykę i z czasem został uznany za jeden z najlepszych albumów rockowych w historii. Rolling Stone umieścił album na 1. miejscu swojej listy Najlepsze albumy wydane w latach 80. pomimo tego, że nagranie zostało wydane w 1979. W 1993 NME sklasyfikował album na 6. miejscu listy Najlepsze albumy lat 70.. Vibe zawarł wydawnictwo na swojej liście 100 najistotniejszych albumów XX wieku. Q w 1999 umieścił nagranie na 4. miejscu listy 100 najlepszych brytyjskich albumów. Płyta znalazła się również na liście 100 najlepszych albumów punkowych (2002).
Robert Christgau ocenił album jako „ciepły, energetyczny, zły, dający do myślenia, pewny siebie, melodyjny, hardrockowy” oraz nazwał go „najlepszym podwójnym albumem od czasu Exile on Main St.”. Stephen Erlewine z serwisu Allmusic napisał, że London Calling jest „pełny wigoru, bardziej rockowy niż większość albumów” oraz nazwał go „jednym z najlepszych kiedykolwiek nagranych albumów rock & rollowych”.
Alternative Press zawarł London Calling na swojej liście 10 najistotniejszych albumów lat 80. (2002). Tom Carson z Rolling Stone powiedział, że album „podkreśla czar rock & rollowej rewolucji poprzez wyniosłe, wręcz epickie sposoby”. Magazyn umieścił dzieło The Clash na 8. miejscu listy 500 albumów wszech czasów. W tym samym roku magazyn Mojo uplasował album na 22. miejscu listy 50 najlepszych albumów punkowych. London Calling został uznany Albumem Roku przez magazyn Stereo Review w 1980.
W 2004 publicystka Pitchfork Media, Amanda Petrusich, nazwała singel „London Calling” najlepszą piosenką albumu i napisała: „The Clash nie pozwala przestać słuchaczowi wgłębiać się w tajemnice płyty; każdy utwór dzięki swojej strukturze wprowadza słuchacza w osłupienie”. Magazyn umieścił London Calling na 2. miejscu listy Najlepsze albumy lat 70.. Sal Ciolfi z serwisu PopMatters opisała album jako „duży, głośny, piękne zestawienie bólu, gniewu, przemyśleń i nadziei” i napisała: „gdyby był wydany jutro, w dalszym ciągu byłby aktualny”. Magazyn College Music Journal sklasyfikował album na 3. miejscu listy 20 najczęściej granych albumów w latach 80.
Pomimo zebrania wielu pozytywnych opinii (zwłaszcza od szanowanych na całym świecie ekspertów muzycznych), album zebrał również nieco mniej pochlebne opinie od niektórych znawców tematu. George Starostin, który ocenił album na 12 w 15-stopniowej skali, stwierdził, że album jest „pretensjonalny” oraz „podobny do tego, co Clash robiło przedtem”. Starostin napisał jednak, że singel „London Calling” jest „definitywnie najlepszą rzeczą, jaką The Clash kiedykolwiek skomponował”. Włoski krytyk Piero Scaruffi napisał, że London Calling jest „kamieniem milowym w historii muzyki, nagraniem, które przedstawiło zupełnie inny punkt widzenia na punk rocka niż dotychczas”. Pomimo pochwał Scaruffi ocenił album na 7 w 10-stopniowej skali.
W 2007 London Calling został dodany do Grammy Hall of Fame.

## Lista utworów
Wszystkie piosenki napisali Joe Strummer i Mick Jones.

### Strona pierwsza
1. „London Calling” – 3:19
2. „Brand New Cadillac” (Vince Taylor) – 2:09
3. „Jimmy Jazz” – 3:51
4. „Hateful” – 2:47
5. „Rudie Can't Fail” – 3:26

### Strona druga
1. „Spanish Bombs” – 3:18
2. „The Right Profile” – 4:00
3. „Lost in the Supermarket” – 3:47
4. „Clampdown” – 3:50
5. „The Guns of Brixton” (Paul Simonon) – 3:07

### Strona trzecia
1. „Wrong 'Em Boyo” (Clive Alphonso) – 3:10
2. „Death or Glory” – 3:55
3. „Koka Kola” – 1:45
4. „The Card Cheat” (Jones, Strummer, Simonon, Topper Headon) – 3:51

### Strona czwarta
1. „Lover's Rock” – 4:01
2. „Four Horsemen” – 3:00
3. „I'm Not Down” – 3:00
4. „Revolution Rock” (Jackie Edwards, Danny Ray) – 5:37
5. „Train in Vain” – 3:11

## 25th Anniversary Legacy Edition
The 25th Anniversary Edition (edycja przygotowana na 25-lecie albumu) została wydana w 2004 i zawiera The Vanilla Tapes jako dysk bonusowy oraz DVD ukazujące proces tworzenia albumu, teledyski i film przedstawiający proces nagrywania albumu w Wessex Studios.
Spis utworów na dysku bonusowym
1. „Hateful” – 3:23
2. „Rudie Can't Fail” – 3:08
3. „Paul’s Tune” (Paul Simonon) – 2:32
4. „I'm Not Down” – 3:24
5. „4 Horsemen” – 2:45
6. „Koka Kola, Advertising & Cocaine” – 1:57
7. „Death or Glory” – 3:47
8. „Lover's Rock” – 3:45
9. „Lonesome Me” (The Clash) – 2:09
10. „The Police Walked in 4 Jazz” – 2:19
11. „Lost in the Supermarket” – 3:52
12. „Up-Toon” (Instrumental) – 1:57
13. „Walking the Slidewalk” (The Clash) – 2:34
14. „Where You Gonna Go (Soweto)” (The Clash) – 4:05
15. „The Man in Me” (Bob Dylan) – 3:57
16. „Remote Control” – 2:39
17. „Working and Waiting” – 4:11
18. „Heart & Mind” (The Clash) – 4:27
19. „Brand New Cadillac” (Vince Taylor) – 2:08
20. „London Calling” – 4:26
21. „Revolution Rock” (J. Edwards, D. Ray) – 3:51

Spis utworów na płycie DVD
1. The Last Testament – The Making of London Calling
2. „London Calling” – teledysk
3. „Train in Vain” – teledysk
4. „Clampdown” – teledysk
5. Film ukazujący proces nagrywania albumu

## Skład
- Joe Strummer – fortepian, śpiew, gitara rytmiczna
- Mick Jones – gitara, wokal wspierający, fortepian
- Paul Simonon – gitara basowa, wokal wspierający
- Topper Headon – perkusja
- Mickey Gallagher – organy
- The Irish Horns – instrumenty dęte
- Guy Stevens – producent
- Bill Price – główny inżynier, inżynier dźwięku
- Jerry Green – zastępca inżyniera
- Pennie Smith – fotografie
- Ray Lowry – design

## Pozycje na listach przebojów
| Chart (1979)              | Peak position |
| ------------------------- | ------------- |
| Swedish Albums Chart      | 2             |
| UK Albums Chart           | 9             |
| Lista (1980)              | Pozycja       |
| Austria                   | 17            |
| Norwegia                  | 4             |
| U.S. Billboard Pop Albums | 27            |
| Lista (2004)              | Pozycja       |
| Norwegia                  | 17            |
| Szwecja                   | 45            |
| Szwajcaria                | 72            |
| UK Albums Chart           | 26            |